# Народна скупштина Краљевине СХС 1926—1927.
Редовни сазив Народне скупштине Краљевине Срба, Хрвата и Словенаца за 1926/1927. годину је одржан од 19. октобра 1926. до 15. јуна 1927.

## Редовни сазив за 1926/1927.
20. октобра 1926. Народна скупштина изабрана на изборима 8. фебруара 1925. сазвана је y свој други редован сазив. На првом претходном састанку који је одржан тога дана изабрано је стално скупштинско часништво, па је за председника изабран Марко Трифковић, за I потпредседника др. Никола Суботић, за II потпредседника Јосип Пасарић, a за секретаре били су изабрани Стјепо Кобасица, Стојадин Павловић, Јосип Загорац и Руде Бачинић. Скупштина је после тога изабрала сталне скупштинске одборе, a седнице су отворене 22. октобра, читањем указа.
Ma да је влада Николе Узуновића наговештавала обиман законодавни рад, честе кризе и неспоразуми y странкама коалиције из којих је био састављен кабинет Николе Узуновића нису дозвољавале неку нарочито законодавну активност Народне скупштине. Почевши од 8. априла 1926, када је образована прва влада Николе Узуновића, прва криза кабинета избила је већ седам дана доцније, 15. априла 1926, када је из владе изашао шеф Хрватске сељачке странке Стјепан Радић, да то исто неколико месеци доцније учини и Павле Радић. Крајем децембра 1926, y току другог редовног сазива, Узуновићева влада поново је демисионирала, али је и овај пут успело да се коалиција Народне радикалне и Хрватске сељачке странке одржи, тако да је њено растурање уследило тек 1. фебруара 1927. када је кабинет Николе Узуновића демисионирао, па је Узуновић образовао нову владу y коалицији са представницима Словенске људске странке која се до тога времена налазила. y опозицији. Четврта, и последња демисија кабинета Николе Узуновића уследила је 1. фебруара 1927, али су покушаји за проширење страначке базе на којој је била влада остали безуспешни, тако да је Никола Узуновић поново образовао владу са представницима Народне радикалне и Словенске људске странке.
За све то време Народна скупштина радила је само делимично, a нешто интензивније тек када је поднесен буџет за 1928/29. годину. После изласка из Узуновићеве владе, представници Хрватске сељачке странке y Народној скупштини заузели су према влади оштар опозициони став и предузели мере за оснивање једног ширег опозиционог блока који би стајао на демократској бази. Они су поднели и једну оптужбу против министра унутрашњих послова y влади Николе Узуновића, Божидара Максимовића, која је расправљана на седници Народне скупштине од 24. фебруара 1927. За време док је министар Максимовић давао одговор по оптужби, опозициони посланици увели су y салу Народне скупштине једнога радника, подигли га на руке и показали га полу-гола. Тај радник био је злостављан y полицијском комесаријату y Топчидеру, a дошао је y Народну скупштину да се жали ради злостављања. Седница је одмах прекинута, a y наставку седнице председник Марко Трифковић оштро је осудио тај случај којим је била нанесена тешка повреда достојанству Народне скупштине. Наређена је y исто време и истрага по случају злостављенога радника па је полицијски комесар y Топчидеру, који је то дело извршио, био одмах суспендован a затим отпуштен из државне службе.
Овај случај погоршао је и без тога тешку атмосферу y Народној скупштини, јер од тога времена почиње опструкција коју су водиле Самостална демократска и Хрватска сељачка странка, до тога времена две странке које су стајале y најнепомирљивијој опозицији једна према другој. У току. од неколико недеља, колико је трајала та опструкција, опозиционе странке поднеле су 82 питања на председника, 59 питања на министре, 153 интерпелације од којих је расправљан само један знатно мањи број, и много предлога резолуције. У таковој атмосфери вођена је дискусија о буџету за 1927/1928. годину, a на крају дискусије, када се прешло на изгласавање буџета све странке опозиције напустиле су рад y Народној скупштини с мотивацијом да ни својим присуством на седници неће да приме на себе одговорност за буџет и за овлашћења која је влада Николе Узуновића тражила на основу Финансијског закона за 1927/1928 год.
После изгласавања буџета седнице Народне скупштине биле су одложене до 19. априла, али се та Народна скупштина није више ни састајала, јер су већ пре тога били расписани нови избори.
16. априла 1927. кабинет Николе Узуновића демисионирао је, са мотивацијом да је после донесеног буџета са Финансијским законом и после изгласавања склопљеног зајма од 30 милиона долара, коју суму треба најрационалније искористити, потребно да влада има чвршћу, стабилнију основу. Истога дана мандат за образовање владе добио је Велимир Вукићевић, који је 17. априла образовао владу из редова Народне радикалне, Демократске и Југословенске муслиманске странке. Указом од истога дана закључен је био редован сазив Народне скупштине за 1926/1927, a Скупштина је била сазвана y ванредан сазив за 1. август 1927. Следећим указом пак Народна скупштина била је распуштена и заказани нови избори за скупштински период за 1927, 1928, 1929. и 1930. годину, за дан II септембра 1927. с тим, да се Народна скупштина састане y ванредан сазив 5. октобра 1927.

### Донети закони
У току редовног сазива за 1926/1927. годину Народна скупштина донела је следеће законе: закон о накнадама приликом службених путовања официра и осталих војних службеника; закон о накнадним кредитима за 1926/1927; закон о конвенцијама којим се регулише пловидба ваздухом; закон о конвенцијама између Југославије и Румуније о режиму непокретних имања; закон о конвенцији закљученој на Међународној конференцији рада y Женеви; закон о осигурању особља министарства војске и морнарице при летењу; буџет прихода и расхода за 1927/1928. годину и Финансијски закон за 1927/1928.